# Y'avait un prisonnier
Y'avait un prisonnier... est une comédie en trois actes de Jean Anouilh créée au théâtre des Ambassadeurs (Paris) en 1934.

## Argument
Ludovic est un homme d'affaires brillant mais une erreur de jugement l'a conduit à la banqueroute. Condamné à quinze ans de réclusion en Italie, il retrouve sa famille à Cannes sur le luxueux yacht de son beau-frère, Guillaume Barricault. Celui-ci a arrangé le mariage d'Anne-Marie, fille d'Adeline issue d'un premier lit, avec le jeune Gaston Dupont-Dufort, dont la famille est particulièrement influente, afin de restaurer la respectabilité de la famille entachée par les erreurs de Ludovic. Mais l'expérience de la prison a profondément modifié le caractère de ce dernier.

## Distribution originale
- Aimé Clariond : Ludovic
- Marguerite Pierry : Adeline, sa femme
- Simone Renant : Anne-Marie, fille d'Adeline
- Jean Mercanton : Robert, fils de Ludovic et d'Adeline
- Henri Nassiet : Guillaume Barricault, frère d'Adeline
- Léo Peltier : Gaston Dupont-Dufort
- Simone Gauthier : Lucienne
- Henri Crémieux : M. Peine
- Pierre Labry : La Brebis
- André Alerme : Marcellin
- Décors : René Moulaert

## Commentaires
- Le nom de Dupont-Dufort sera réutilisé par Jean Anouilh dans Le Voyageur sans bagage (1937) et Le Bal des voleurs (1938).